# Bänder der Trauer
Bänder der Trauer ist der sechste von zwölf geplanten Romanen im High-Fantasy-Zyklus Nebelgeboren des US-amerikanischen Autors Brandon Sanderson, von denen bisher (03/2022) sechs erschienen sind. Geplant ist eine Aufteilung in vier Trilogien, die jeweils in einem anderen Setting spielen. Er spielt in Sandersons fiktivem Kosmeer-Universum und ist dem Subgenre Steampunk zuzuordnen. Er wurde erstmals 2016 als The Bands of Mourning von Tor veröffentlicht. Auf Deutsch ist der Roman in der Übersetzung durch Karen Gerwig 2017 bei Piper erschienen.

## Handlung
In einer Rückblende verbringt Waxillium als Teenager ein Jahr im Terris Village. Im Gegensatz zu seiner Schwester Telsin kämpft er darum, sich an die Lebensweise in Terris anzupassen, und als er einen Terris-Mörder, den die Terris nicht festnehmen konnten, entdeckt und tötet beschließt er, das Dorf zu verlassen. Jahre später hat sich Wax emotional größtenteils von Lessies Tod erholt und steht kurz davor, Steris zu heiraten. Wayne sabotiert jedoch heimlich die Hochzeit, sodass sie nicht stattfindet.
Eine Kandra namens VenDell nimmt Kontakt mit Wax auf und sucht Hilfe bei einer Mission, aber als Wax sich weigert, rekrutiert VenDell stattdessen Marasi. Wax hört zu, als VenDell erklärt, wie ein anderer Kandra, ReLuur, Beweise für die Existenz der Bänder der Trauer gefunden hat: die Armschienen des Obersten Herrschers, die möglicherweise jedem die Kräfte eines Allomanten und eines Ferrochemikers verleihen können. ReLuur wurde jedoch vom Set (der kriminellen Bande der ersten beiden Bände) angegriffen und verlor einen seiner Dorne. Marasi willigt ein, den Dorn (in den ersten Bänden als "Stachel" übersetzt) zu finden, und Wax willigt ein, mitzukommen, als ein Bild zeigt, dass seine Schwester möglicherweise in Neu-Seran ist, wo ReLuur überfallen wurde. VenDell sagt auch, dass Harmony in letzter Zeit mit etwas Großem beschäftigt war.
Wax, Marasi, Wayne, Steris und MeLaan machen sich unter dem Deckmantel einer diplomatischen Mission auf den Weg nach Neu-Seran. Die Spannungen zwischen Elantel und den Außenstädten haben zugenommen, wobei möglicherweise ein Krieg bevorsteht. Marasi erwirbt von Banditen ein seltsames würfelförmiges Gerät, nachdem sie und Wax einen Zugüberfall vereitelt haben. In Neu-Seran nimmt Wax an einer Party der prominenten Adligen Lady Kelesina Shores teil, nachdem er eine seltsame Münze erworben und teilweise eine Verschwörung aufgedeckt hat, an der Shores beteiligt ist. Shores kontaktiert Wax’ Onkel Edwarn, der Shores töten lässt und Wax beschuldigt. Steris erweist sich auf der Party als nützlich, sowohl für die Infiltration als auch für die anschließende Flucht. Währenddessen überfallen Wayne und Marasi einen Friedhof, auf dem sie den Dorn vermuten, können ihn aber nicht finden. Sie erfahren jedoch, dass in der nahe gelegenen Stadt Dulsing ein seltsames Projekt im Gange ist, das mit dem „Set“ verbunden ist.
Die Gruppe flieht aus der Stadt und macht sich auf den Weg nach Dulsing. Marasi entdeckt, dass ihr Würfel allomantische Kräfte absorbieren und replizieren kann, wenn er geworfen wird. In Dulsing infiltriert die Gruppe ein Set-Lagerhaus und entdeckt ein massives, beschädigtes Kriegsschiff, das das Set sowohl repariert als auch erforscht. Marasi holt den Dorn zurück und rettet einen seltsamen, eingesperrten Mann, der eine Holzmaske trägt; sie findet auch Beweise dafür, dass andere maskentragende Menschen dort gefoltert und ermordet wurden. Wax rettet Telsin, aber es kommt zu einer Schießerei. Der maskierte Mann führt Marasi, Wax und die anderen in ein verstecktes Abteil an Bord des Schiffes, das eigentlich ein kleineres darin verstecktes Schiff ist. Der Mann enthüllt, dass die Schiffe fliegende Fahrzeuge sind, die von Allomantie angetrieben werden, und mit Wax’ Kraft benutzen sie das Fahrzeug, um zu entkommen.
Der Mann, Allik, benutzt ein seltsames Medaillon, um mit ihnen zu kommunizieren; Er enthüllt viele der Medaillons, die jedem, der sie trägt, eine Vielzahl allomantischer und ferrochemischer Fähigkeiten verleihen können. Er stammt aus einer Region jenseits der Raulande, die einfror, als Harmony die Welt neu erschuf, und behauptet, dass sein Volk dann vom Obersten Herrscher gerettet wurde, der nach Harmonys Aufstieg mit einem Dorn durch sein rechtes Auge wieder auftauchte. Allik und seine Leute suchten auch die Bänder der Trauer, die in einem Tempel in einer nahe gelegenen Bergkette versteckt sind, als sie abstürzten und von den Set erbeutet wurden. Die Gruppe nimmt Kurs auf den Tempel und hofft, dass sie ihn vor Edwarn Ladrian und seinem Expeditionsteam erreichen können.
Die Gruppe von Wax findet den Tempel und deaktiviert seine Fallen, kommt aber nicht durch die letzte Tür. Die Set-Expedition trifft ein und Edwarn öffnet unter einem Waffenstillstandsbanner die letzte Tür, damit sie alle eintreten können. Sie finden den Tempel leer, die änder scheinbar schon besetzt. Telsin wird als Verräterin und Mitglied des Sets entlarvt (scheinbar sogar höherrangig als Edwarn), und sie schießt wiederholt auf Wax; er fällt in eine Fallgrube. MeLaan ist außer Gefecht gesetzt, Wayne muss fliehen und Steris, Allik und Marasi werden gefangen genommen.
Wax kriecht durch die Grube, aber durch die Kugeln tödlich verwundet und durch eine fallende Trümmerfalle stirbt er. Er erscheint in einer Welt jenseits des Todes und trifft auf Harmony, die Wax zwingt, sich seinem eigenen Hass und Selbsthass im Zusammenhang mit dem Tod von Lessie zu stellen. Harmony zeigt Wax auch eine Vision von Scadrial (dem Planeten, auf dem die Nebelgeboren-Serie spielt), umgeben von rotem Nebel, was darauf hindeutet, dass er eine weitaus größere Bedrohung abgewehrt hat, als Wax wusste. Marasi erkennt, dass der Tempel ein Köder ist und die echten Bänder zu einer metallenen Speerspitze auf einer Statue außerhalb des Tempels umgeschmiedet wurden. Sie ergreift die Bänder und nutzt ihre unglaubliche Kraft, um Wax zu finden. Harmony bietet Wax die Chance, wieder zu leben und seine Pflicht zu erfüllen; Er nimmt an, nimmt die Bänder von Marasi und heilt seine Wunden. Während Wax seine neu entdeckten Kräfte einsetzt, um Set-Truppen schnell außer Gefecht zu setzen und Edwarn zu fangen, befreien Steris und Allik seine verbleibenden gefangenen Freunde. Wayne jagt und erschießt Telsin, als sie versucht, zu fliehen, aber später entdeckt Wax, dass ihr Körper nirgendwo zu finden und dass sie entkommen ist.
Alliks Crew benutzt ein frisch geborgenes Luftschiff, um Wax’ Team und ihre Gefangenen zurück nach Elantel zu transportieren. Sie bereiten potenzielle zukünftige Handelsabkommen für ihre Völker vor, bevor das Luftschiff in sein Heimatland zurückkehrt. Der Gouverneur informiert Wax jedoch, dass der Mord an Lady Shores einen Krieg auslösen könnte. Die Bänder werden dem Kandra zur sicheren Aufbewahrung übergeben. Wax gibt seine Liebe zu Steris zu und sie heiraten. Ein seltsamer, rotäugiger Diener von Trell besucht Edwarn im Gefängnis und zündet eine Bombe, die ihn und Edwarn tötet. Wax entdeckt, dass die seltsame Münze aus Neu-Seran ein Kupfergeist (ein Ferrochemiker, der Erinnerungen im Kupfer speichern kann) ist, und die Untersuchung der gespeicherten Erinnerungen zeigt, dass der Mann mit dem Dorn im Auge nicht der Oberste Herrscher war, sondern tatsächlich Kelsier, der Überlebende.

## Charaktere
- Waxillium "Wax" Ladrian: Wax, der Kopf des Hauses Ladrian und ein besonderer Polizist und Detektiv, war einst ein Gesetzeshüter der Raulande. Er ist ein Zwillingsgeborener mit der allomantischen Fähigkeit, Metalle zu schieben, und der ferrochemischen Fähigkeit, sein Gewicht zu erhöhen oder zu verringern. Wax war nach den Ereignissen in Schatten über Elantel emotional verschlossen und wütend auf Harmony.
- Wayne: Wax’ bester Freund und Stellvertreter, ein gelassener Mann, der auch ein Meister der Verkleidung ist. Wayne ist ein Zwillingsgeborener mit der allomantischen Fähigkeit, Geschwindigkeitsblasen zu erzeugen, in denen sich die Zeit im Inneren beschleunigt, und der ferrochemischen Fähigkeit, Gesundheit in Gold-Metallgeistern zu speichern, um schnell zu heilen, im Austausch für eine Zeit schlechter Gesundheit.
- Marasi Colms: Eine Polizistin, die direkt an Gouverneur Claude Aradel berichtet. Sie ist die uneheliche Halbschwester von Steris und hat in der Vergangenheit häufig mit Wax und Wayne zusammengearbeitet. Sie kann allomantische Geschwindigkeitsblasen erzeugen, die die Zeit innerhalb der Blase verlangsamen, während außerhalb der Blase die Zeit frei fließt.
- Steris Harms: Waxilliums Verlobte, eine mäßig wohlhabende Adlige, die den Ruf hat, langweilig zu sein. Sie hat Wax während seiner jüngsten geistigen Genesung sehr unterstützt, und die beiden sind sich nahegekommen.
- MeLaan: Eine weibliche Kandra der siebten Generation, die erstmals als Gefährtin von TenSoon in der ursprünglichen Trilogie auftrat. MeLaan hat zuvor mit Wax und Wayne zusammengearbeitet, um Paalm in Schatten über Elantel auszuschalten.
- Edwarn Ladrian: Waxilliums Onkel, der ehemalige Herr des Hauses Ladrian und ein hochrangiges Mitglied der mysteriösen Gruppe.
- Telsin Ladrian: Waxilliums Schwester, die er seit Jahrzehnten nicht gesehen hat. Sie wird derzeit vom Set gefangen gehalten und wurde kürzlich in Neu-Seran gesichtet.

## Hintergrund
Am 29. Oktober 2013 gaben Sanderson und Tor Books bekannt, dass es zwei weitere Nebelgeboren-Romane nach Jäger der Macht im „Wax and Wayne“-Zeitrahmen der Nebelgeboren-Reihe, beginnend mit der Veröffentlichung von Schatten über Elantel geben wird. Sanderson schrieb das erste Drittel von Schatten über Elantel zwischen den Überarbeitungen von Das Vermächtnis des Lichts aus der Das-Rad-der-Zeit-Reihe. Als er 2014 wieder an Das Vermächtnis des Lichts zu arbeiten begann, fiel es Sanderson jedoch schwer weiter zu schreiben. Um sich mit der Welt und den Charakteren vertraut zu machen, beschloss Sanderson zunächst Bänder der Trauer zu schreiben und reichte beide Romane Ende 2014 bei seinem Verlag ein. Tor Books veröffentlichte die ersten sechs Kapitel des Buches wöchentlich vom 7. Dezember 2015 bis zum 18. Januar 2016 auf ihrer Website.

## Rezeption
The Bands of Mourning debütierte auf Platz 3 der kombinierten Druckausgabe und E-Book The New York Times Best Seller list, #6 auf der Bestsellerliste der Hardcover Belletristik der New York Times, und Platz 3 auf der Bestsellerliste der E-Books der New York Times.
Rezensenten lobten die schnelle Veröffentlichung des Romans, nur 16 Wochen nachdem Schatten über Elantel, veröffentlicht wurde. „Publishers Weekly“ lobte Sandersons Fähigkeit, neue Möglichkeiten für das nächste Abenteuer des dynamischen Duos zu weben, und stellte fest, dass der Roman eine Freude für eingefleischte Nebelgeboren-Fans sein würde. The Speculative Herald beschrieb den Roman als actionreiches Toben durch eine Fantasywelt an der Schwelle einer industriellen Revolution, mit starken Western-Vibes, exzellenter Charakterisierung und Humor.

## Fortsetzung
Am 16. Dezember 2014 enthüllte Sanderson den vorläufigen Titel des vierten und letzten Buches der „Wax and Wayne“-Reihe als „The Lost Metal“. Die Veröffentlichung war ursprünglich für 2018 geplant, wurde aber später auf Herbst 2019 verschoben. Aufgrund der Veröffentlichung der bisher ungeplanten Skyward-Serie wird nun mit einem Release im Jahr 2022 gerechnet.

## Ausgaben
- The Bands of Mourning. Tor, 2016, ISBN 978-0-7653-7857-6.
  - Bänder der Trauer. Piper, 2017, ISBN 978-3-492-70444-1.